# Комаров, Николай Васильевич (полный кавалер ордена Славы)
Николай Васильевич Комаров (1921—1945) — командир орудия 7-й батареи 849-го Ясского артиллерийского полка (294-я Черкасская Краснознаменная орденов Суворова и Богдана Хмельницкого стрелковая дивизия, 73-й стрелковый корпус, 52-я армия, 1-й Украинский фронт), сержант, участник Великой Отечественной войны, кавалер ордена Славы трёх степеней.

## Биография
Родился в 1921 году в деревне Вишняковка (ныне не существует, территория Мантуровского района Костромской области) в крестьянской семье. Русский. Образование неполное среднее. Работал в колхозе. Трудился электромонтёром фанерного завода № 9.
В Красной Армии с 10 октября 1940 года. С первых дней войны – в действующей армии. Воевал на Ленинградском, Волховском, Воронежском, 2-м и 1-м Украинских фронтах в должностях наводчика и командира орудия. Принимал участие в обороне Ленинграда, освобождении Левобережной Украины, Корсунь-Шевченковской, Уманско-Ботошанской, Ясско-Кишинёвской, Сандомирско-Силезской и Нижнесилезской наступательных операциях. В боях трижды был ранен.
Служил в артиллерийском полку. Боевое крещение наводчик орудия Николай Комаров получил 29 июня 1941 года в боях за Ленинград. Был награждён Медалью «За оборону Ленинграда» (17.09.1943). Через 2 месяца был ранен и попал в госпиталь. После госпиталя был переведён в 849-й артиллерийский полк 294-й стрелковой дивизии, который участвовал в кровопролитных боях на Волховском фронте.
В ходе наступательных боёв при освобождении Левобережной Украины наводчик орудия младший сержант Комаров уничтожил 3 станковых пулемёта и до 40 солдат противника. 20 и 21 сентября 1943 года в бою за овладение селом Куторжиха (ныне Хорольский район Полтавской области, Украина) точным огнём орудия он уничтожил станковый пулемёт с расчётом и до 20 вражеских солдат, обеспечив успешное продвижение наших стрелковых подразделений. Приказом командира полка награждён медалью «За боевые заслуги».
При прорыве обороны противника в ходе Уманско-Ботошанской наступательной операции наводчик орудия 849-го артиллерийского полка (294-я стрелковая дивизия, 52-я армия, 2-й Украинский фронт) сержант Комаров 5 марта 1944 года в районе села Рыжановка (Звенигородский район Черкасская область, Украина) артиллерийским огнём подавил 75-мм орудие противника, уничтожил зенитный пулемёт и до 10 солдат. 4—5 апреля 1944 года в бою у населённого пункта Бахна (10 км севернее города Яссы, Румыния) вместе с расчётом уничтожил до взвода пехоты, вывел из строя миномётную батарею. За проявленное в этих боях мужество и героизм, а также огромный вклад в успех подразделения сержант-артиллерист Николай Комаров был представлен к высокой правительственной награде - ордену Красного Знамени.
Приказом командира 294-й стрелковой дивизии от 8 мая 1944 года сержант Комаров Николай Васильевич награждён орденом Славы 3-й степени.
С началом Ясско-Кишинёвской операции 294-я стрелковая дивизия прорывала оборону противника севернее города Яссы (Румыния). Командир орудия Николай Комаров уничтожил станковый пулемёт противника, обеспечив овладение вражескими окопами. В ходе дальнейших боёв 22-28 августа 1944 года при преследовании отходящего противника и отражении его контратак уничтожил пулемёт и свыше сотни вражеских солдат.
Приказом командующего 52-й армией от 29 сентября 1944 года сержант Комаров Николай Васильевич награждён орденом Славы 2-й степени.
В сентябре 1944 года 294-я стрелковая дивизия была передислоцирована в полосу 1-го Украинского фронта. В дальнейшем она была введена на Сандомирский плацдарм и приступила к подготовке наступления. В ходе Сандомирско-Силезской наступательной операции расчёт Комарова поддерживал огнём продвигающиеся вперёд стрелковые подразделения. Сержант Комаров, действуя в составе 849-го артиллерийского полка (294-я стрелковая дивизия, 52-я армия, 1-й Украинский фронт), в боях 13—14 января 1945 года в районе города Хмельник (Польша) артиллерийским огнём вывел из строя со своим расчётом два 75-мм орудия, уничтожил 3 миномёта, 6 пулемётов, свыше взвода солдат и офицеров противника. 18 января 1945 года вместе с орудийным  расчётом в числе первых в полку вышел на границу с фашистской Германией. Ему было предоставлено почётное право выпустить первый снаряд по территории противника.
Указом Президиума Верховного Совета СССР от 10 апреля 1945 года за образцовое выполнение боевых заданий командования на фронте борьбы с немецкими захватчиками и проявленные при этом доблесть и мужество сержант Комаров Николай Васильевич награждён орденом Славы 1-й степени.
В апреле 1945 года в ходе одного из боёв на территории Германии он пропал без вести.

## Награды
- Полный кавалер ордена Славы:
  - орден Славы I степени (10.04.1945)[6];
  - орден Славы II степени (29.09.1944)[7];
  - орден Славы III степени (08.05.1944)[8];
- Медаль «За боевые заслуги» (05.10.1943)[9]
- Медаль «За оборону Ленинграда» (17.09.1943)[4]

## Память
- Его имя увековечено в Главном Храме Вооружённых сил России, и навсегда запечатлено на мемориале «Дорога памяти»
- Имя Комарова Н. В. занесено на Монументе Славы на площади Мира в Костроме.